# NGC 7777
NGC 7777是飞马座中的一个透镜星系（S0星系）。